# Hohenwalde (Wüstung)

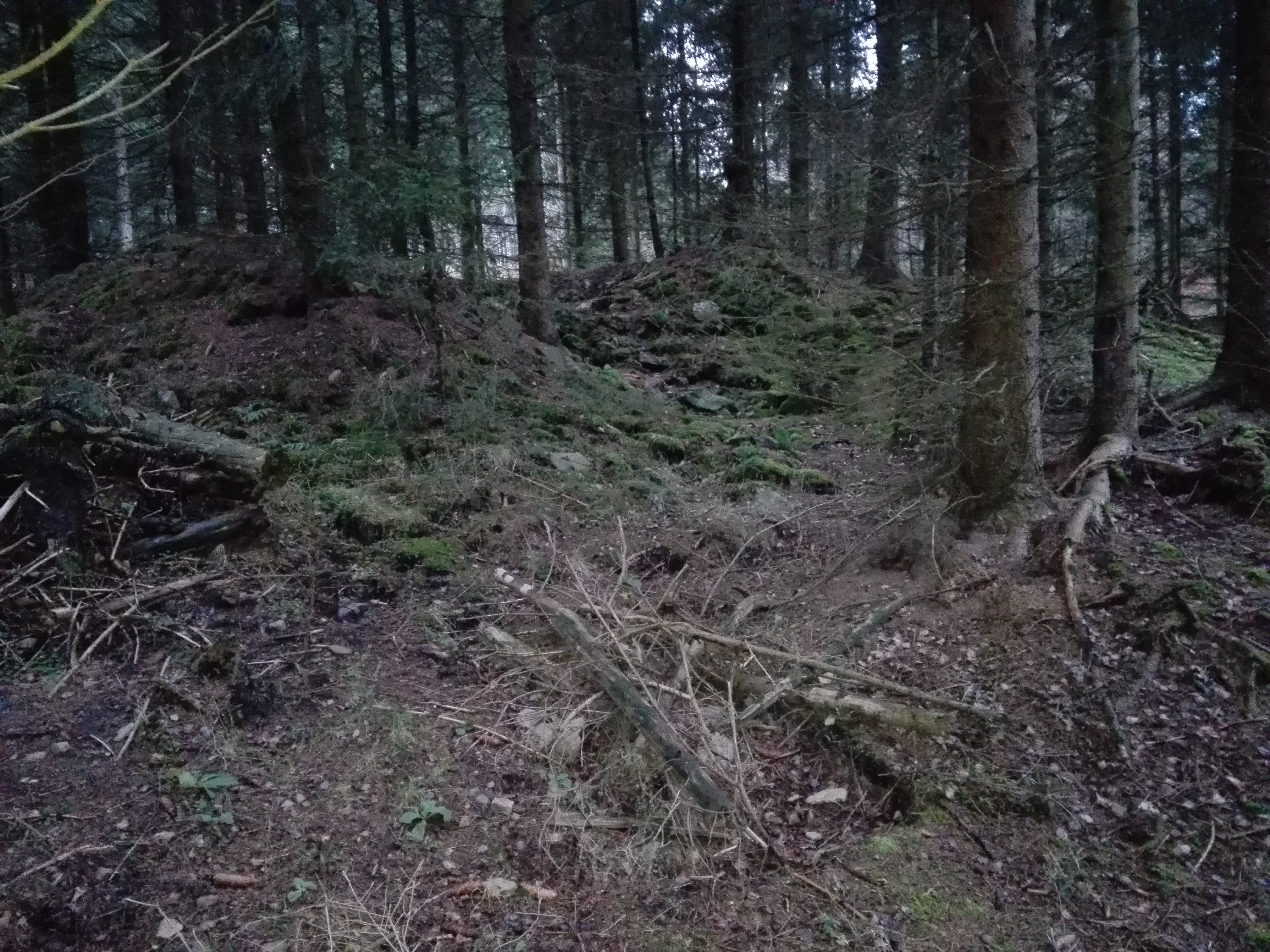
Spuren von Bergbau und Siedlungstätigkeiten oberhalb der Faulen Pfütze

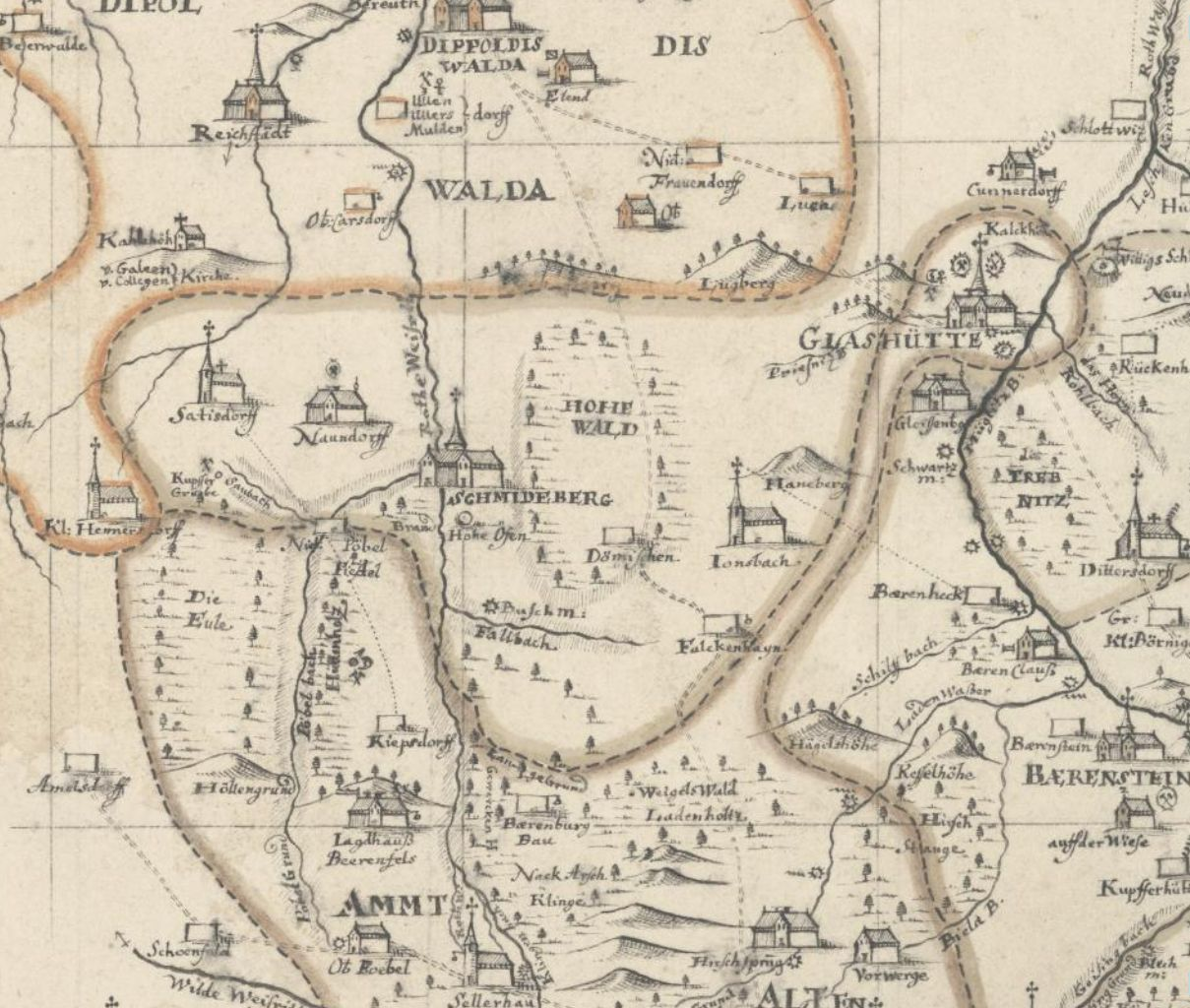
Die Bezeichnung Hohe Wald in der Landkarte von Adam Friedrich Zürner aus dem Jahr 1733

Hohenwalde war ein Ort südlich von Oberfrauendorf, der im 15. Jahrhundert wüst gefallen ist.

## Geografie
Die Wüstung liegt südlich von Oberfrauendorf im Hochwald an der Faulen Pfütze auf einer Höhe von 555,5 m ü. NHN. Im Quellgebiet der Prießnitz die in Glashütte in die Müglitz fließt.

## Geschichte
Die erste urkundliche Erwähnung war am 14. Mai 1404, als das Dorf Hohenwalde (Hoenwalde) neben den Ortschaften Cunnersdorf (Conradsdorff), Oberfrauendorf (Oberfrawendorff) und Schlottwitz (Slatewiez) vom Markgrafen Wilhelm von Meißen den Tyczemann von Grunenrode und Renczen von Grimme (Reinhardtsgrimma) beliehen wurde.
Schon 1492 wurde der Ort als wustung an dem Hoenwalde und 1524 als wustung an dem Hohenwalde bezeichnet. Im 19. Jahrhundert wurde der Flurname der hohe Wald verwendet.
In der ersten Landesvermessung von Sachsen durch Matthias Oeder taucht die Bezeichnung „Hohewald“  auf.  1733 gab Adam Friedrich Zürner in seiner Karte des Meißnischen Kreises dem Wald östlich von Schmiedeberg die Bezeichnung „Hohe Wald“.
Grabungen zu Beginn des 21. Jahrhunderts erbrachten die Erkenntnis, dass eine Burg existierte, die vermutlich die Form einer Turmhügelburg hatte. Sie hat nach Einschätzung der Wissenschaftler möglicherweise der Überwachung des Bergbaus dort oder zur Grenzsicherung gedient. Mit Hilfe von Laseraufnahmen aus der Luft wurden Pingen als Anzeichen für Bergbau identifiziert, vermutlich wurde Eisenerz gefördert.